# Forças Terrestres da Hungria

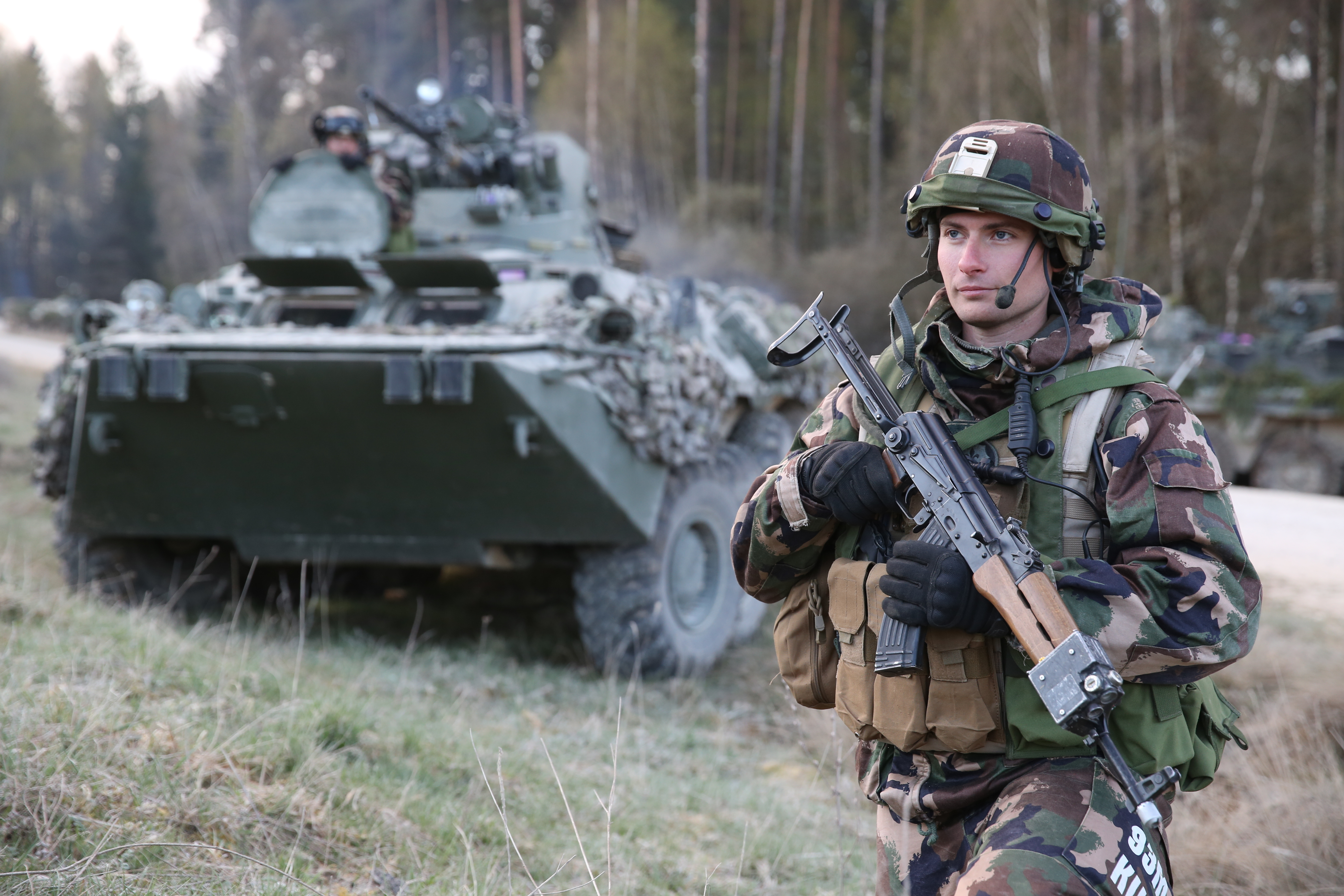
Um soldado húngaro com um blindado BTR-80.

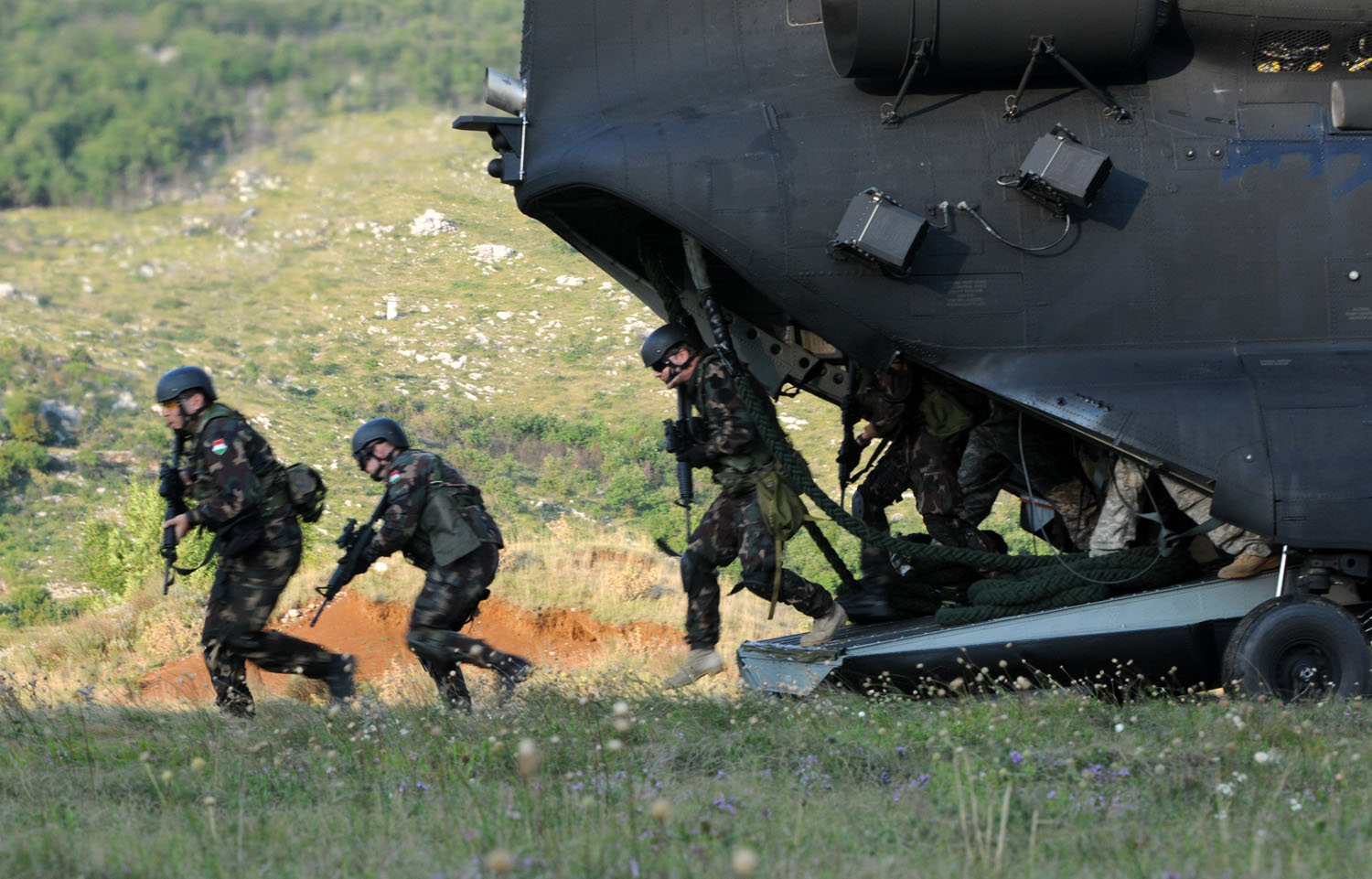
Forças especiais húngaras em missão de treinamento.

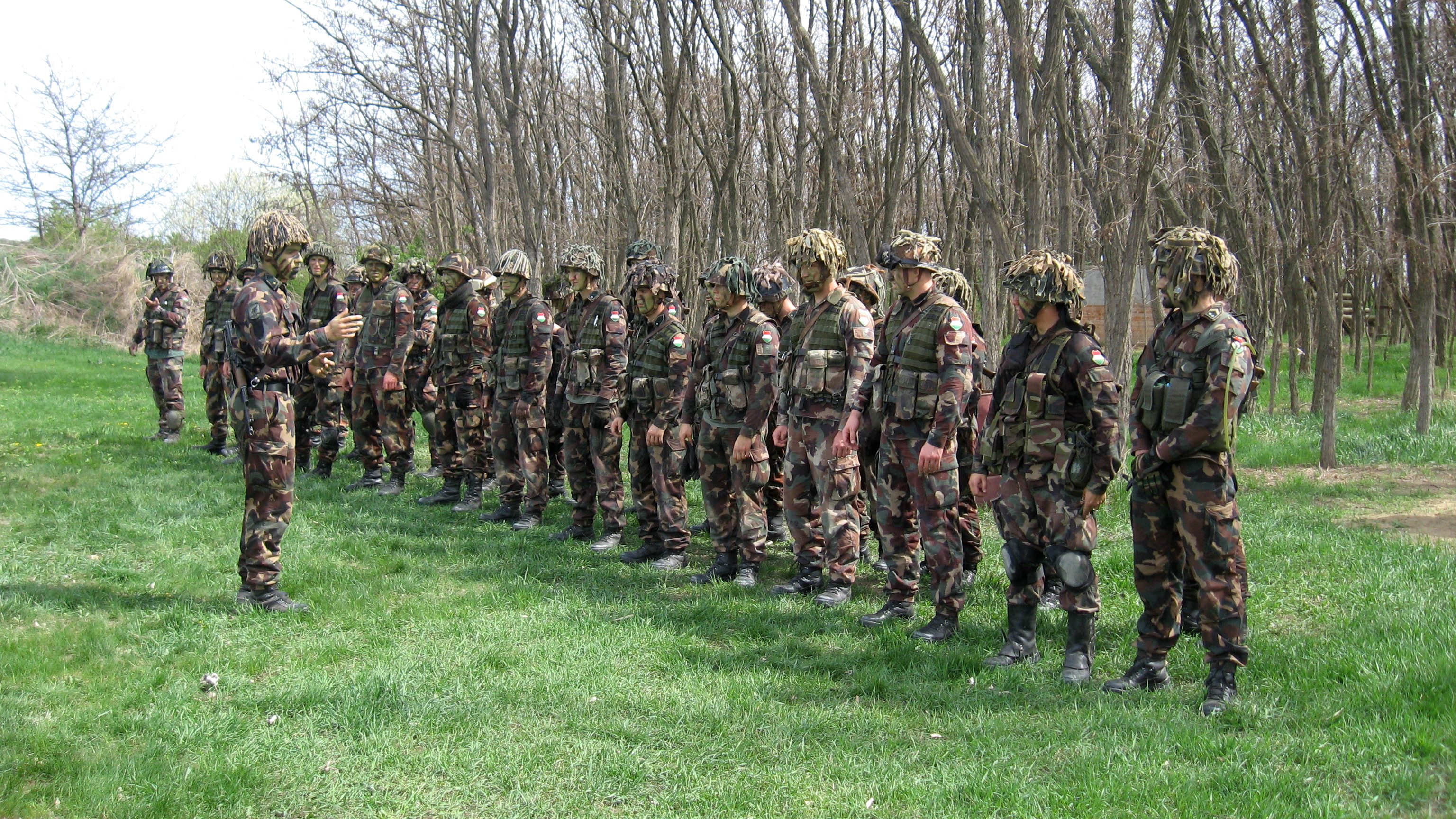
Militares de infantaria húngaros.

As Forças Terrestres da Hungria são o ramo terrestre das Forças armadas húngaras. É o exército  que este encarregado das atividades terrestres e das tropas incluindo a artilharia, tanques, veículos de combate de infantaria e de transporte de pessoal e suporte humanitário terrestre. As forças terrestres da Hungria atualmente estão atualmente cuidando de serviços no Iraque, no Afeganistão e na KFOR.